# Osella FA1I
Chronologie des modèles (1987 - 1988)
Osella FA1H Osella FA1L
L'Osella FA1I est une monoplace de Formule 1 engagée par l'écurie italienne Osella dans le cadre du championnat du monde de Formule 1 1987 et de la première manche du championnat du monde de Formule 1 1988, le Grand Prix automobile du Brésil 1988. En 1987, elle est pilotée par l'Italien Alex Caffi, rejoint par le Suisse Franco Forini à partir du Grand Prix d'Italie. L'année suivante, un seul châssis est engagé et confié à l'Italien Nicola Larini.

## Historique
L'Osella FAI commence le début de la saison 1987 avec Alex Caffi uniquement, et ce jusqu'au Grand Prix d'Italie où il est épaulé par Franco Forini jusqu'au Grand Prix d'Espagne. Le châssis est propulsé par un moteur V8 Alfa Romeo 890T très peu fiable : en effet, la FA1I ne termine aucun Grand Prix et n'est classée qu'une seule fois (douzième) à Saint-Marin malgré la panne d'essence de Caffi,. Sa meilleure qualification est une seizième place de Caffi à Monaco. 
La FA1I participe à la première manche du championnat du monde de Formule 1 1988, disputée au Brésil, lors de laquelle elle est confiée à l'Italien Nicola Larini. La monoplace est propulsée par un moteur Osella qui n'est autre que le moteur Alfa Romeo de l'année passée rebadgé. Larini ne se qualifie pas et la FA1I est remplacée par la FA1L dès la course suivante à Saint-Marin.

## Résultats en championnat du monde de Formule 1
| Saison | Écurie               | Moteur             | Pneumatiques | Pilotes       | Courses | Courses | Courses | Courses | Courses | Courses | Courses | Courses | Courses | Courses | Courses | Courses | Courses | Courses | Courses | Courses | Points inscrits | Classement |
| Saison | Écurie               | Moteur             | Pneumatiques | Pilotes       | 1       | 2       | 3       | 4       | 5       | 6       | 7       | 8       | 9       | 10      | 11      | 12      | 13      | 14      | 15      | 16      | Points inscrits | Classement |
| ------ | -------------------- | ------------------ | ------------ | ------------- | ------- | ------- | ------- | ------- | ------- | ------- | ------- | ------- | ------- | ------- | ------- | ------- | ------- | ------- | ------- | ------- | --------------- | ---------- |
| 1987   | Osella Squadra Corse | Alfa Romeo 890T V8 | Goodyear     |               | BRÉ     | SMR     | BEL     | MON     | DET     | FRA     | GBR     | ALL     | HON     | AUT     | ITA     | POR     | ESP     | MEX     | JAP     | AUS     | 0               | 15e        |
| 1987   | Osella Squadra Corse | Alfa Romeo 890T V8 | Goodyear     | Alex Caffi    | Abd.    | 12e     | Abd.    | Abd.    | Abd.    | Abd.    | Abd.    | Abd.    | Abd.    | Abd.    | Abd.    | Abd.    | Nq      | Abd.    | Abd.    | Nq      | 0               | 15e        |
| 1987   | Osella Squadra Corse | Alfa Romeo 890T V8 | Goodyear     | Franco Forini |         |         |         |         |         |         |         |         |         |         | Abd.    | Abd.    | Nq      |         |         |         | 0               | 15e        |
| 1988   | Osella Squadra Corse | Osella 890T V8     | Goodyear     |               | BRÉ     | SMR     | MON     | MEX     | CAN     | DET     | FRA     | GBR     | ALL     | HON     | BEL     | ITA     | POR     | ESP     | JAP     | AUS     | 0*              | 16e        |
| 1988   | Osella Squadra Corse | Osella 890T V8     | Goodyear     | Nicola Larini | Nq      |         |         |         |         |         |         |         |         |         |         |         |         |         |         |         | 0*              | 16e        |

Légende : ici 

* Aucun point marqué en 1988 avec l'Osella FA1L.